# It's Only Rock'n'Roll (album)
Albums de Hardcore Superstar
Bad Sneakers and a Piña Colada
(2000)
It's Only Rock'n'roll est le premier album de Hardcore Superstar, sorti en 1997.

## Track list
1. "Hello/Goodbye" - 2:49
2. "Baby Come Along" - 3:06
3. "Send Myself To Hell" - 2:17
4. "Bubblecum Ride" - 2:43
5. "Rock'n'roll Star" - 3:35
6. "Someone Special" - 5:26
7. "Dig A Hole" - 2:39
8. "Punk Rock Song" - 3:21
9. "Right Here, Right Now" - 4:03
10. "So Deep Inside (inclut "Fly Away")" - 9:11